# Roland Teichmann
Roland Teichmann (* 19. April 1970 in Salzburg) steht seit Mai 2004 an der Spitze des Österreichischen Filminstituts. Am 24. Juni 2019 wurde seine Amtszeit zum vierten Mal bis 30. Juni 2024 verlängert. Zuvor war der ausgebildete Jurist Geschäftsführer des Fachverbandes der Audiovisions- und Filmindustrie in der Wirtschaftskammer Österreich.

## Lebens
Roland Teichmann leitet seit Mai 2004 das Österreichische Filminstitut. Nach anfänglichem Studium der Fächer Geschichte, Politikwissenschaften und Ethnologie an der Universität Innsbruck folgte ein Abschluss in Rechtswissenschaften an der Universität Wien. Ende 1999 erfolgte der Eintritt in die Wirtschaftskammer Österreich als Jurist im Bereich der Industrie. 2001 erfolgte die Bestellung zum Geschäftsführer des Fachverbandes der Audiovisions- und Filmindustrie der Wirtschaftskammer Österreich, der gesetzlichen Interessenvertretung der gesamtösterreichischen Film- und Musikindustrie, gefolgt von der Bestellung zum Direktor des Österreichischen Filminstituts.
Roland Teichmann war u. a. Geschäftsführer des Verbandes der Filmverleih- und Vertriebsgesellschaften der Wirtschaftskammer Österreich, Vorstandsmitglied der Austrian Film Commission (AFC), Vertreter des Fachverbandes der Audiovisons- und Filmindustrie beim internationalen Produzentenverband Féderation Internationale des Associations de Producteurs de Films (FIAPF), Board Member der European Film Agency Directors (EFAD), Gründungsvorsitzender des Fachbeirates des Fernsehfilmförderungs-Fonds der Rundfunk-Telekom-Regulierungsbehörde (RTR / Kommunikationsbehörde Austria) Gründungsmitglied im Beirat der vom Bundesministerium für Wirtschaft, Familie und Jugend und dem Bundesministerium für Finanzen geschaffenen Filmförderung Filmstandort Österreich (FISA), Nationaler Repräsentant bei der Filmförderung des Europarates Eurimages, Mitglied der Europäischen Filmakademie (EFA) und Lehrbeauftragter an der Universität für Musik und darstellende Kunst Wien, „Filmakademie Wien“ für den Bereich Filmförderung und Finanzierung.
2008 wurde Teichmann von der Republik Frankreich zum Chevalier de l´Ordre des Arts et des Lettres (Ritter des Ordens der Künste und der Literatur) sowie 2016 zum Chevalier de l`Ordre Grand-Ducal de la Couronne de Chêne (Ritter des Ordens der Eichenkrone) des Großherzogtums Luxemburg (2016) ernannt.
2018 erschien eine von Teichmann mitverfasste und edierte Publikation zum Thema Filmförderung.
Im Juni 2019 wurde sein Vertrag als Direktor des Filminstituts bis zum 30. Juni 2024 verlängert. 2023 erfolgte eine Verlängerung um weitere fünf Jahre bis Juni 2029.

## Schriften
- Handbook of State Aid for Film. – Finance, Industries and Regulation, Springer International Publishing, 2018, ISBN 978-3-319-71714-2.